# Esmakker
Esmakker er det princip, at en spilfører i et stikspil finder sin makker ved at nævne (kalde) et es. Spilleren med dette es er derefter makker med spilføreren, men skal først afsløre sig, når essets farve spilles ud. Esmakker-princippet er i Danmark primært kendt fra skærvindsel og esmakker whist. Ideen med at finde makker ved at kalde et kort stammer fra det franske 1700-tals spil quadrille, der er en firemandsversion af l'hombre.
| Spil | Spire Denne artikel om spil eller lege er en spire som bør udbygges. Du er velkommen til at hjælpe Wikipedia ved at udvide den. |